# Stokłosa polna
Stokłosa polna (Bromus arvensis L.) – gatunek rośliny z rodziny wiechlinowatych. Występuje w południowej Europie i południowo-zachodniej Azji jako gatunek rodzimy. Poza tym obszarem rozprzestrzeniony jako antropofit w Europie, wschodniej Azji i na obu kontynentach amerykańskich. W Polsce występuje głównie na nizinach i w niższych położeniach górskich.

## Morfologia

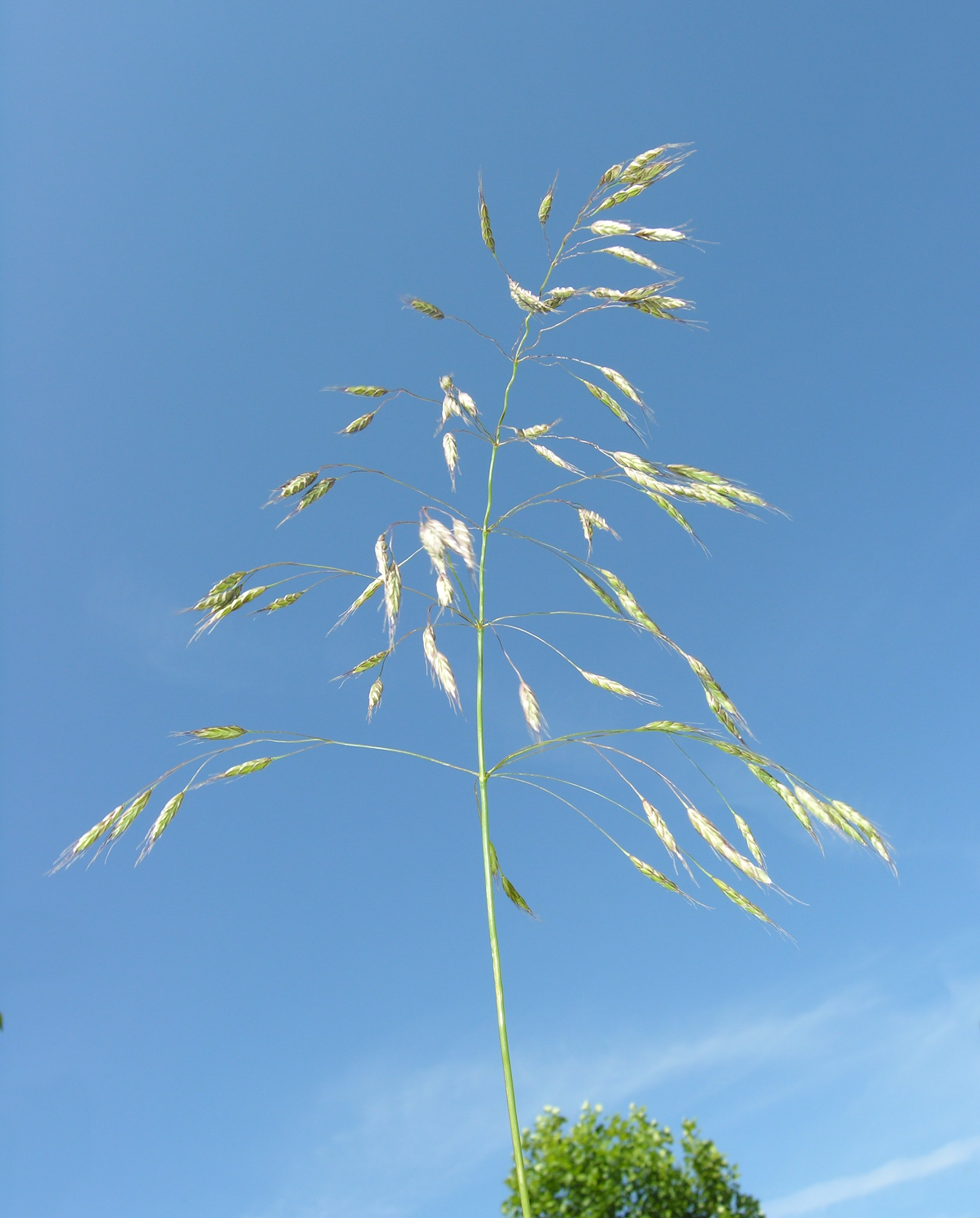
Kwiatostan

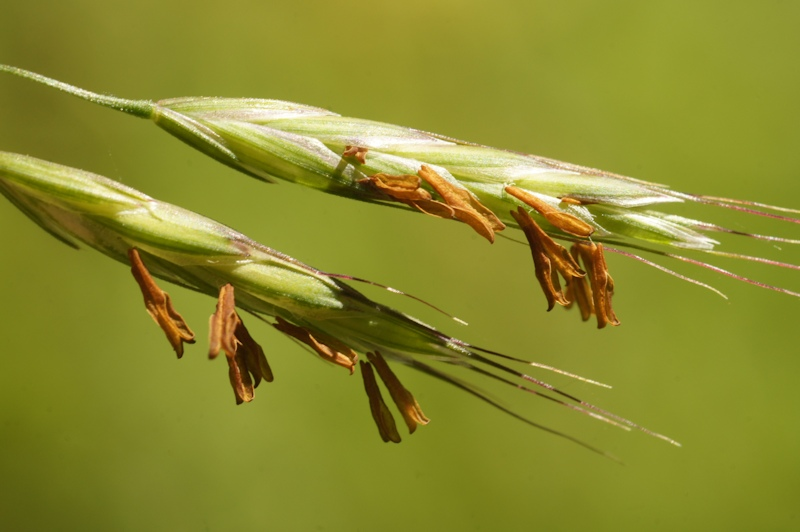
Kłoski

PokrójTrawa rosnąca w luźnych kępach lub pojedynczo.
ŁodygaŹdźbło do 1 m wysokości.
LiściePochwy liściowe rurkowate, zamknięte po stronie brzusznej. Blaszki liściowe o szerokości od 2 do 5 mm, długości od 5 do 20 cm, miękko owłosione.
KwiatyZebrane w równowąskolancetowate, fiołkowo nabiegłe kłoski o długości 15–30 mm, te z kolei zebrane w rozpierzchłą wiechę. Plewa dolna 3–5-nerwowa, górna – 5–9-nerwowa. Plewka dolna długości 7–10 mm. Pylniki długości 3–4 mm, otwierające się.
OwocZiarniak.

## Biologia i ekologia
Roślina jednoroczna lub dwuletnia. Rośnie na polach, ugorach, przydrożach i rowach, na glebach umiarkowanie suchych, piaszczysto-gliniastych. Kwitnie od czerwca do sierpnia. Gatunek charakterystyczny rzędu Centauretalia cyani. Liczba chromosomów 2n = 14.

## Zagrożenia i ochrona
Roślina umieszczona na Czerwonej liście roślin i grzybów Polski (2006) pośród gatunków wymierających, krytycznie zagrożonych (kategoria zagrożenia E). W wydaniu z 2016 roku otrzymała kategorię VU (narażony).